# ばもら!
『ばもら!』（vamos lá）は、長田佳巳による日本のサッカー漫画作品。『コミックフラッパー』（メディアファクトリー）にて連載されていた。単行本は全3巻が刊行されている。
キャッチコピーは「本格“普通の部活”漫画」。

## あらすじ
人付き合いが極度に苦手な釜崎優。その粗暴な態度からクラスメイトにも避けられていたが、それを気にせず積極的に接してきた久米亜沙美との交流をきっかけとして、徐々に友情や恋に目覚めていく。

## 登場人物

### 西高フットサル部
釜崎 優（かまさき ゆう）

久米亜沙美（くめ あさみ）

油梨木麻衣（ゆりき まい）

浦壁千晴（うらかべ ちはる）

岡田絵美（おかだ えみ）

都築佳代（つづき かよ）

佐藤さやか（さとう-）

### 西高サッカー部
岡田聡（おかだ さとし）

高瀬圭佑（たかせ けいすけ）

坂本健太（さかもと けんた）

### その他
伊藤先生

## 単行本
- ばもら! 1 - ISBN 978-4-8401-2910-7 2009年9月23日初版発行
- ばもら! 2 - ISBN 978-4-8401-3340-1 2010年7月31日初版発行
- ばもら! 3 - ISBN 978-4-8401-3721-8 2010年12月31日初版発行